# Franc Sadar
Franc Sadar, slovenski zdravnik, ginekolog, * 25. november 1928, Zavrstnik pri Litiji, Slovenija, † 24. marec 2015, Bolnišnica Topolšica.
Rodil se je kot drugi otrok matere Ane Sadar (roj. Guna) in Ladislavu Sadarju. Rana otroška leta je preživel v Zagorju ob Savi. Leta 1930 se je družina Sadar, zaradi službovanja očeta Slavka, kot jamomerca v takratni Trboveljski premogokopni družbi, preselila v Mursko  Središče na Hrvaškem, nato pa v Krapino. Tu je sin Frančišek (uradno zapisano ime v matično knjigo) opravil tri razrede osnovne šole. Od tu pa so se zopet preselili, to pot v rudarski kraj Senovo, kjer je končal osnovno šolo. Iz Senovega se je vozil na šolanje v Brežice, končal tri razrede takratne nižje gimnazije, med tem pa se je začela druga svetovna vojna. Spomladi leta 1944 sta oče Slavko in sin Franc stopila v NOV, v partizane. Pozno jeseni tega leta so partizansko enoto, v katero sta bila vključena oče in sin, nemški okupatorji ob prehodu čez Savo zajeli, Ladislava internirali v taborišče Dachau, mladoletnega sina Franca pa v neko avstrijsko zavetišče za mladoletnike. Od tu so Franca Sadarja, po posredovanju sorodnikov Anice in Arturja Penič, premestili v njuno domovanje, to je na Dunaj. Leta 1945 prišla je osvoboditev, konec hudodelstev, končala se je druga svetovna vojna. Franc je imel to srečo, da se je hitro učil jezikov, obvladal je Nemško, ob prihodu zaveznikov se je kaj hitro naučil angleško, ob srečanju z Rusi seveda rusko, srbohrvaško pa je govoril, kot domač jezik. Na Dunaju je s pomočjo zavezniških vojakov pridobil motorno kolo s prikolico, s katerim je načrtoval vrnitev v domovino. Tudi družina Penič se je pripravila na vrnitev. Med dolgo potjo proti domu so jim ruske enote naprej zaplenile motor, skoraj vse imetje, katerega so peljali s sabo. Naprej so se prebijali peš, vlekli najdeno cizo, gare na dveh kolesih, vpregli celo pobeglega8, zapuščenega vojaškega konja....Njihove poti so se ločile, Peniča proti Zagorju ob Savi, mladi Franc pa domov na Senovo, k sestram in bratu, materi Ani...kaj pa oče? Kaj je z njim? Ga ne bo videl nikoli več? Pa tudi o sestrah, bratu in materi ni vedel kaj dosti, so tudi oni še živi?....In imel je srečo, kot že velikokrat! Mati, sestri, brat....vsi živi, zdravi! No, tudi oče Slavko se je kmalu srečno vrnil domov iz nemškega taborišča, malo jih je bilo, ki so se živi vrnili iz Dachaua.....Mladi Franc je v svobodni Jugoslaviji nadaljeval šolanje kot gimnazijec v Ljubljani. Takrat pa se je zgodilo nekaj strašnega, sreča se sprevrže v zlo. V prometni nesreči blizu Trojan se mu je 10.06.1946 mati Ana hudo poškodovala in na poti v bolnišnico v Ljubljano, umrla. Tako se je po končani gimnaziji leta 1947, na željo umrle matere, Franc vpisal na študij medicine. Študijska leta je preživljal v takratnem Oražnovem domu. Leta 1951, osemindvajsetega aprila, se mu je rodila izvenzakonska hčer Stanislava Boninsegna. Tega leta je spoznal svojo bodočo ženo Anjuto Sotler, roj.11.07.1933. Poročila sta se 17.11.1951. Spomladi 30.03.1952 se jima je rodil sin Janez, kateri  je ob kleščnem porodu (takrat še mladim materam niso hoteli opraviti carskega reza) umrl. Imela sta še dva potomca; Tomaž Sadar (07.04.1953) in Metka Sadar (06.08.1954)
Kot štipendist Rudnika rjavega premoga v Zagorju, je opravil svoj zdravniški staž v rudniški ambulanti. Leta 1955 se je z družino iz Ljubljane preselil v Zagorje in istega leta doktoriral kot doktor medicine. Delo je kot zdravnik opravljal v zagorski ambulanti, nato pa leta 1970 specializiral iz ginekologije in porodništva. Naslednja leta je deloval kot ginekolog v Zagorju, ter porodničar v bolnici Trbovlje. Nekaj let je opravljal funkcijo direktoja zdravstvenih domov v Zasavju. Kot ginekolog porodničar, se je neko dobo službovanja ukvarjal tudi s porodi pod hipnozo(Opravil je tečaj kranjskega gin. porodničarja in psiho terapevta Dr.Marjana  Pajntarja), vendar se ta metoda pri porodih ni uveljavila, predvsem zaradi post-hipnotičnih učinkov na porodnice – niso imele učinka poroda, to je materinske bolečine, občutka ob rojevanju.....
Leta 1979 sta se z ženo Anjuto preselila v Velenje. Do upokojitve leta 1993 je deloval kot ginekolog v Zdravstvenem domu Velenje, nato še precej let honorarno v ambulantah; Nazarje, Mozirje, tudi v Velenju ... Zadnja tri leta je preživel starost v domu Zimzelen, Topolšica. Zaradi akutne respiratorne pljučnice je umrl v bolnišnici Topolšica, dne 24. marca 2015.